# Přeštěnice
Přeštěnice (deutsch Preschtienitz, früher Přeschtenitz) ist eine Gemeinde in Tschechien. Sie liegt sechs Kilometer nordöstlich von Milevsko in Südböhmen und gehört zum Okres Písek.

## Geographie
Přeštěnice befindet sich in der zum Mittelböhmischen Hügelland gehörigen Milevská pahorkatina. Das Dorf liegt zwischen den Tälern der Bäche Dobřemilický potok und Milevský potok auf einem Höhenrücken, der nach Südosten hin ins Tal der Smutná abfällt. Im Norden erhebt sich der Záhoří (631 m), nordöstlich der Kostelík (635 m), im Süden die Vitanka (587 m), südwestlich die Stráže (610 m).
Nachbarorte sind Výška, Rohozov, Zrůbek und Střítež im Norden, Dobřemilice, Klokočov und Číčovice im Nordosten, Rybárna, Vlksice und Dolejší Mlýn im Osten, Radihošť, Jezviny und Duškanka im Südosten, Mlčkov und Bečov im Süden, Držkrajov und Týnice im Südwesten, Osletín im Westen sowie Zbislav, Jednota und Blehov im Nordwesten.

## Geschichte
Die erste schriftliche Erwähnung des zur Burg Příběnice gehörigen Ortes erfolgte 1379 als Besitz der Herren von Rosenberg. 1530 erwarben die Herren von Schwanberg das Dorf. 1551 kaufte Ulrich Bechinie von Lazan auf Bechin Přeštěnice von Wenzel von Schwanberg, überließ es jedoch dem Kloster Milevsko. Auch nachdem Peter Wok von Rosenberg 1569 die Herrschaft Bechin erworben hatte, verblieb Přeštěnice im Besitz des Prämonstratenserklosters. Nach dessen Aufhebung erwarb 1575 zunächst Christoph von Schwanberg das Dorf, später ging es mit dem gesamten klösterlichen Besitz an die Hodějovský von Hodějov über. Nach der Schlacht am Weißen Berg wurden die Güter Bernard d. J. Hodějovský von Hodějov konfisziert und fielen der Hofkammer zu. Diese teilte Přeštěnice in ein Ober- und Unterdorf auf. Das Oberdorf wurde 1623 dem Kloster Strahov für das wiederzuerrichtende Kloster Milevsko übereignet und das Unterdorf an die Čabelický von Soutice verkauft. Letzte veräußerten Unter-Přeštěnice wenig später an den Prager Kaufmann Johann de Witte von Lilienthal, der es seinem Gut Wopořan zuschlug. Nachfolgende Besitzer von Unter-Přeštěnice waren ab 1628 die Haslauer von Haslau, ab 1658 die Grafen Slavata, ab 1667 das Jesuiten-Collegium zur hl. Dreifaltigkeit in Neuhaus und ab das Prager Jesuiten-Collegium zu St. Clemens. Die Prager Jesuiten vereinigten das Gut Wopořan 1727 mit weiteren umliegenden Gütern zur Allodialherrschaft Wopořan und Bernarditz. Nach dem Jesuitenverbot von 1773 wurden die Güter des Clementinums von der Hofkammer zugunsten des Studienfonds eingezogen.
Ober-Přeštěnice wurde nach der Aufhebung des Klosters Milevsko im Jahre 1785 Teil der Stiftsherrschaft Mühlhausen, dessen Besitzer seit 1681 das Stift Strahov war. Unter-Přeštěnice gelangte 1825 bei der Versteigerung der Allodialherrschaft Wopořan und Bernarditz an Karl Fürst von Paar. Im Jahre 1840 bestand Přeschtenitz/Přesstěnitz aus insgesamt 20 Häusern mit 199 Einwohnern, davon entfielen auf Unter-Přeschtenitz 13 Häuser mit 90 Einwohnern. Pfarrort für Ober- und Unter-Přeschtenitz war Mühlhausen, in beiden Anteilen bestand ein Wirtshaus. Bis zur Mitte des 19. Jahrhunderts blieb Přeschtenitz immer zwischen den Herrschaften Mühlhausen sowie Wopořan und Bernaditz geteilt.
Nach der Aufhebung der Patrimonialherrschaften bildete Přeštěnice/Přeschtenitz ab 1850 mit dem Ortsteil Mlčkov eine Gemeinde in der Bezirkshauptmannschaft und dem Gerichtsbezirk Milevsko/Mühlhausen. Seit Ende 1960 gehört die Gemeinde zum Okres Písek. Zugleich wurden Držkrajov und Týnice eingemeindet.

## Gemeindegliederung
Die Gemeinde Přeštěnice besteht aus den Ortsteilen Držkrajov (Derschkrajow), Mlčkov (Miltschkau), Přeštěnice (Preschtienitz) und Týnice (Teinitz).

## Sehenswürdigkeiten

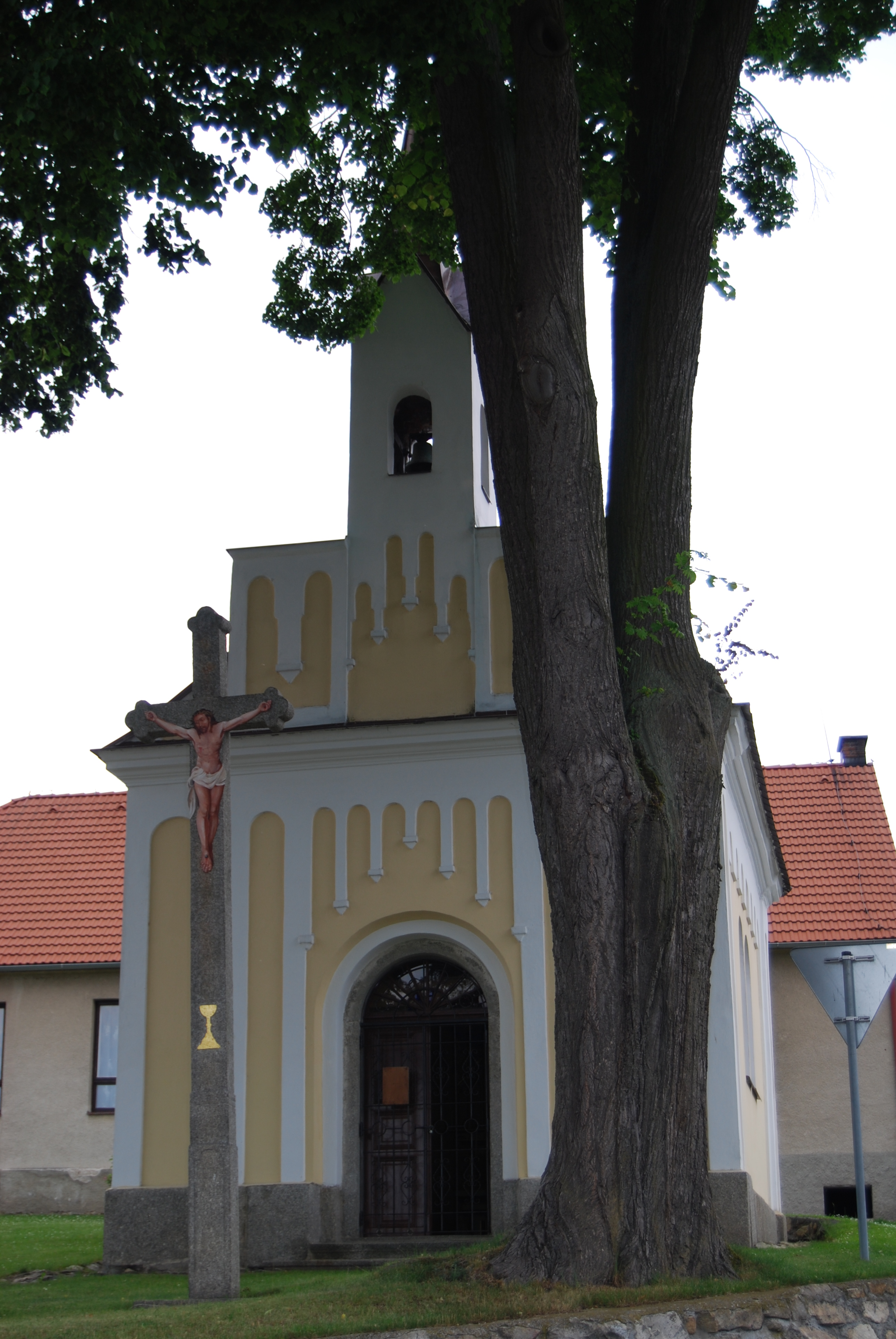
Kapelle Mariä Himmelfahrt und Kreuz
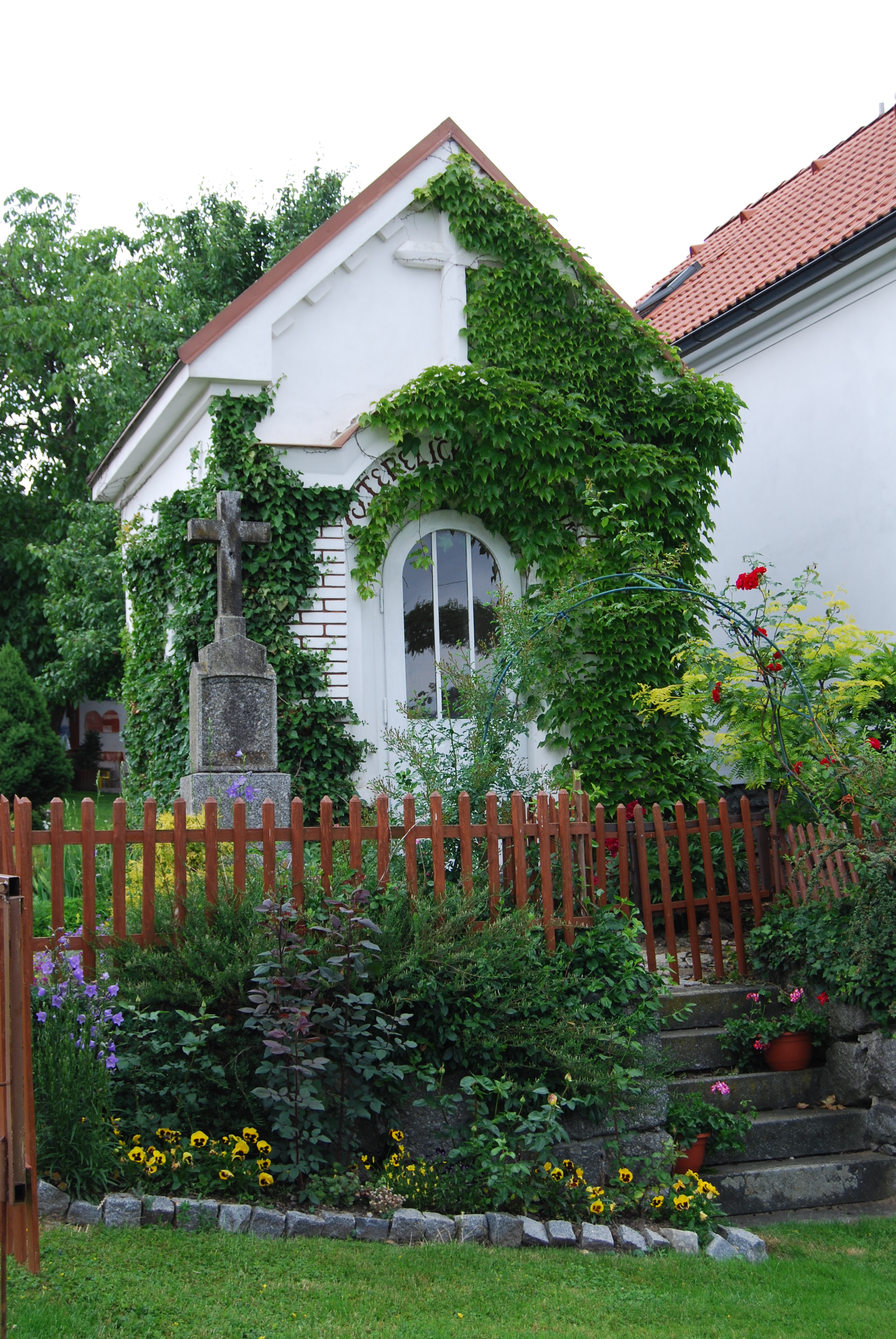
Kapelle der hl. Theresia und Kreuz
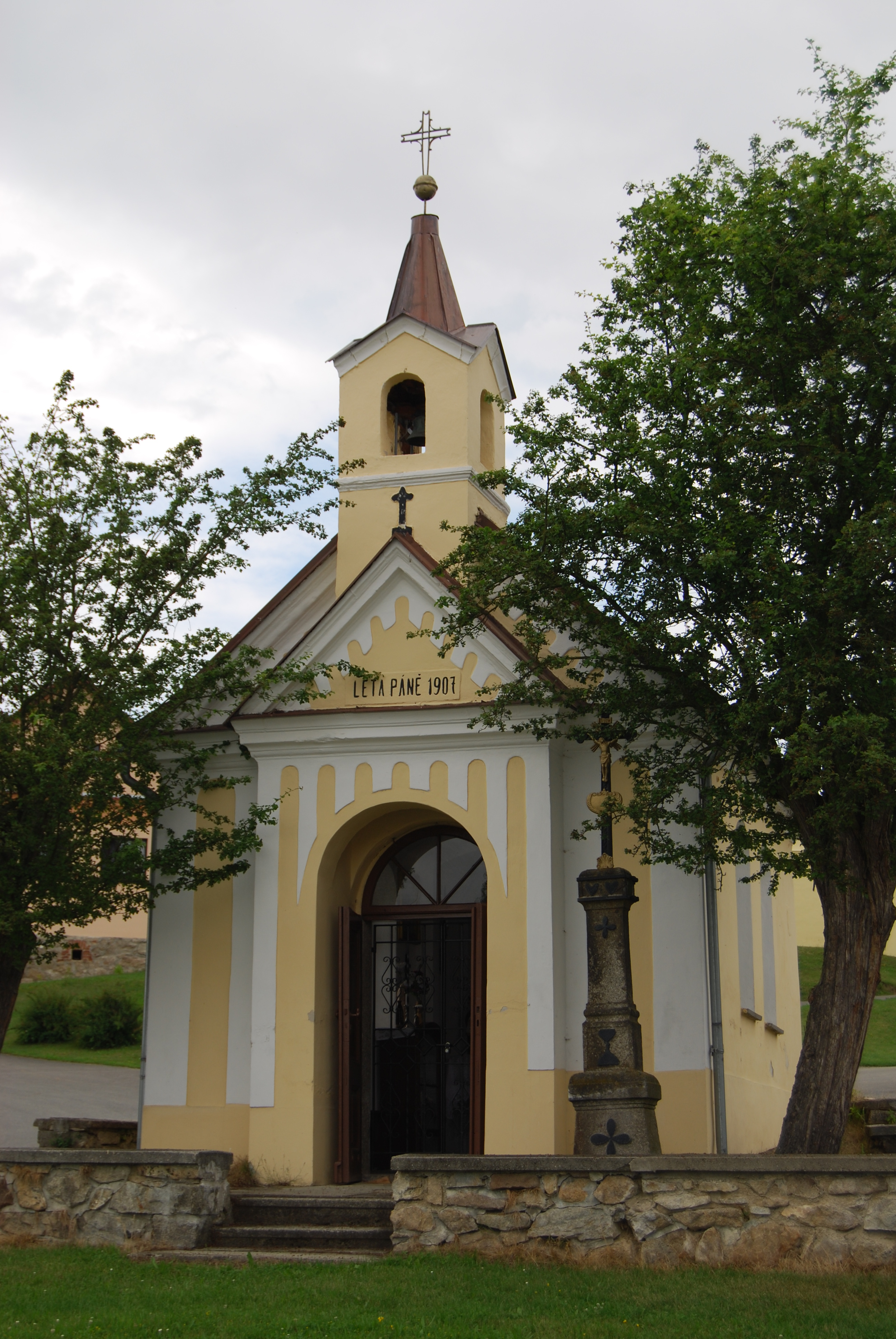
Kapelle der hl. Dreifaltigkeit in Držkrajov

- Kapelle Mariä Himmelfahrt am Dorfplatz, sie wurde 1882 errichtet
- Kapelle der hl. Theresia am Haus Nr. 35, erbaut 1933 durch František Koutník zum Dank für die Heilung seines Sohnes. Der Bau wurde durch eine Frau Šáchová aus Prag mit 12.000 Kronen finanziert.
- Kapelle der Jungfrau Maria von Sepekov in Mlčkov, errichtet 1795. Sie wird von zwei 200-jährigen Linden flankiert.
- Kapelle der hl. Dreifaltigkeit in Držkrajov, sie erhielt ihr heutiges Aussehen im Jahre 1907
- Kapelle der Jungfrau Maria vom Kloster in Týnice, erbaut 1884
- Mehrere steinerne Kreuze
- Holzerner Speicher in Blockhausbauweise aus dem 18. Jahrhundert im Gehöft Nr. 1 in Přeštěnice
- Tor zum Gehöft Nr. 1 in Týnice, Kulturdenkmal
- Hügel Stráže, er bietet eine Aussicht bis zum Böhmerwald